# Nechama Leibowitz
Nechama Leibowitz in ebraico נחמה ליבוביץ׳‎? (Riga, 3 settembre 1905 – 12 aprile 1997) è stata una biblista israeliana.

## Biografia
Nehama Leibowitz nacque in una famiglia ebraica ortodossa di Riga, due anni dopo il suo fratello maggiore, il filosofo Yeshayahu Leibowitz. La famiglia si trasferì a Berlino nel 1919. Nel 1930 ottenne un dottorato presso l'Università di Marburgo con la tesi Tecniche di traduzione nelle traduzioni bibliche ebraico-tedesco. Nello stesso anno emigrò nel Mandato britannico della Palestina.
Insegnò nel seminario religioso sionista per insegnanti nei successivi 25 anni. Nel 1957 iniziò a insegnare all'Università di Tel Aviv, ed divenne a professore ordinario undici anni dopo. Ha tenuto anche lezioni presso l'Università Ebraica di Gerusalemme e in altre istituzioni educative di Israele. Oltre ai suoi scritti, Leibowitz commentava le letture della Torah per la stazione radio La voce di Israele.
Sposò suo zio, Yedidya Lipman Leibowitz; non ebbero figli.

## Metodo di insegnamento
Quando le è stato chiesto di descrivere i suoi metodi di insegnamento ha risposto: "Io non ho un modo ... io insegno solo quello che dicono i vari commentari. Niente è mio.". Era nota per il suo modesto contegno abbinato ad un'ironica arguzia, e ha sempre preferito il titolo di "maestra" al più prestigioso di "professoressa". In conformità con la sua richiesta, "מורה" (Morah, "maestra") è l'unica parola incisa sulla sua lapide era severa nella marcatura degli errori alle prove di esame, e odiava gli anglicismi (Heblish) di alcuni immigrati anglofoni.